# Tetragonotheca
Tetragonotheca es un género de plantas con flores, perteneciente a la familia  Asteraceae. Comprende 9 especies descritas y de estas, solo 4 aceptadas.

## Taxonomía
El género fue descrito por Carlos Linneo y publicado en Species Plantarum 2: 903. 1753. La especie tipo es: Tetragonotheca helianthoides L.		

## Especies aceptadas
A continuación se brinda un listado de las especies del género Tetragonotheca aceptadas hasta julio de 2012, ordenadas alfabéticamente. Para cada una se indica el nombre binomial seguido del autor, abreviado según las convenciones y usos.
- Tetragonotheca helianthoides L.
- Tetragonotheca ludoviciana (Torr. & A.Gray) A.Gray ex H.M.Hall
- Tetragonotheca repanda (Buckley) Small
- Tetragonotheca texana A.Gray & Engelm.